# Ли, Моултхюн
Моултхюн Ли (род. 20 ноября 1991) — австралийский шахматист, гроссмейстер (2016).
В составе сборной Австралии участник 2-х Олимпиад (2012—2014).

## Спортивные достижения
| Год  | Город   | Турнир         | + | − | = | Результат | Место |
| ---- | ------- | -------------- | - | - | - | --------- | ----- |
| 2012 | Стамбул | 40-я Олимпиада | 6 | 2 | 2 | 7 из 10   |       |
| 2014 | Тромсё  | 41-я Олимпиада | 2 | 4 | 3 | 3½ из 9   |       |
|      |         |                |   |   |   | из        |       |

## Изменения рейтинга
| Графики недоступны из-за технических проблем. См. информацию на Фабрикаторе и на mediawiki.org. |